# Pepi Weixlgärtner-Neutra
Josephine Therese (Pepi) Weixlgärtner-Neutra, född 19 januari 1886 i Wien, död 1981 i Göteborg, var en österrikisk-svensk grafiker, skulptör och målare.
Hon var dotter till fabriksägaren Samuel Neutra och Elisabeth Glaser och från 1908 gift med Arpad Weixlgärtner samt mor till Elisabeth Söderberg och syster till arkitekten Richard Neutra. Hon studerade skulptur för Anton Hanak vid Kunstgewerbeschule i Wien och genom självstudier under resor till ett tiotal länder i Europa. Som konstnär började hon som skulptör men gick under 1920-talet allt mer över till grafik. Förutom ett stort antal grafiska blad gav hon under 1920-talet ut tre uppmärksammade grafikmappar i litografi och mjukgrundsetsning. Fram till andra världskriget var hon verksam i Wien men sedan hennes hem förstördes genom en brand där alla privata ägodelar, grafiska plåtar och tryckta alster förstördes flyttade hon tillsammans med sin man till Sverige 1945. I Sverige ställde hon ut separat på bland annat Lorensbergs konstsalong, Stockholms-Tidningens utställningshall, Konstakademien och i Lund, Malmö, Eskilstuna, Karlstad, Örebro och Linköping. Hon har haft separatutställningar i Köpenhamn, Oslo, Trondheim, New Orleans, Washington, Los Angeles, Santa Barbara och Aachen. Tillsammans  med sin dotter ställde hon ut i Norrköping 1955 och under åren i Wien deltog hon i ett stort antal utställningar med konstnärsgruppen Secessionen. Hennes konst består av nakna kvinnor, naturstuderande figurbilder, porträtt samt emaljmålning på koppar. 
Weixlgärtner-Neutra är representerad vid bland annat 
Moderna museet, Göteborgs konstmuseum, Malmö museum, Örebro läns museum, Eskilstuna konstmuseum, Värmlands museum, Östergötlands museum, Statens Museum for Kunst, Nasjonalgalleriet i Oslo, Ateneum i Helsingfors, Smithsonian American Art Museum, National Gallery of Art i Washington, Museum of Modern Art i New Yotrk, British Museumi London, Albertina i Wien, Biobliothèque Nationale i Paris och Kunsthalle i Hamburg.